# Zygmunt Krasiński
Pour les articles homonymes, voir Famille Krasiński et Corvin.
Zygmunt Krasiński (1812-1859, né et mort à Paris) est un aristocrate, poète, écrivain et dramaturge polonais, figure éminente du romantisme et l’un des grands noms de la littérature polonaise.
Il partage avec Mickiewicz, Słowacki le statut de "barde national", considéré comme un grand poète mais aussi guide spirituel pour la nation polonaise captive et déchirée, qu’ils stimulent et motivent de leurs exils à Paris. Il n'a jamais connu la Pologne libre.

## Biographie
Le comte Napoléon-Stanisław-Zygmunt Krasiński est le fils unique du comte et général d'Empire Wincenty Krasiński et de la princesse Maria Radziwiłł. Il est aussi filleul de Napoléon Bonaparte.
Il étudie le droit à Varsovie (1827-1829), puis part à l'étranger et s'installe à Genève. De 1829 à 1831, il suit à l'académie des cours d'économie et d'histoire (ces derniers chez Pellegrino Rossi) et fait la connaissance d'Adam Mickiewicz.

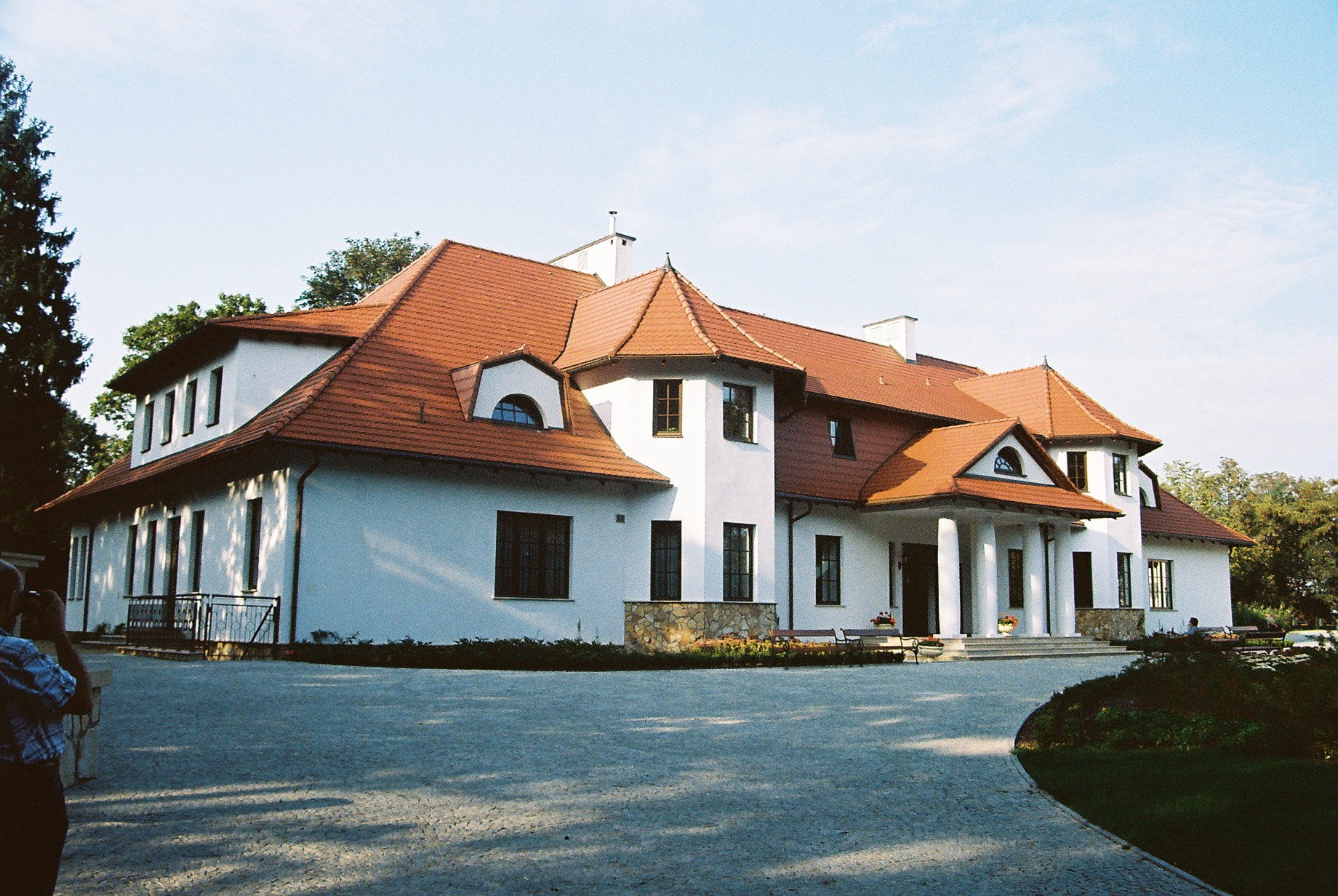
Ancien palais des Krasiński, Musée du Romantisme

Victime de l'esprit familial et du conservatisme étroit de son père, l'interdiction de prendre part à l'insurrection polonaise de 1830 le laisse déchiré entre son amour filial et son patriotisme, et le plonge dans un drame qui pesa sur toute sa vie. Après 1831, Krasiński souffre de troubles nerveux, aggravés par le conflit avec son père, mais envers lequel Krasiński reste un fils soumis. Sa maladie oculaire qui menace de le rendre aveugle, l'oblige à demeurer souvent dans une pièce sombre. De l'automne 1832 au printemps 1833, il réside à Saint-Pétersbourg. Malgré l'insistance de son père, il refuse d'entrer dans le service diplomatique russe et ne séjourne plus que très rarement sur le domaine familial. Il part soigner ses yeux à Vienne, puis se rend en Italie où à Rome, il noue une relation amoureuse avec Joanna Bobrowa qui dure jusqu'en 1838. A Rome, il rencontre également Juliusz Słowacki avec lequel il se lie d'amitié. En décembre 1838, il rencontre à Naples l'amour de sa vie, la comtesse Delfina Potocka. En 1839 à Milan, il fait connaissance de son ami le plus fidèle August Cieszkowski. En juillet 1843, il épouse la comtesse Eliza Branicka, avec laquelle il a quatre enfants.
Lors de la révolution de 1848 il défend, aux côtés de Cyprian Kamil Norwid, le pape Pie IX. 
Vers la fin de sa vie, il tente une action diplomatique auprès de Napoléon III, mais sans résultats significatifs. Il meurt  à 47 ans et est enterré dans son domaine de Opinogóra où se trouve aujourd’hui un Musée du romantisme.

## Œuvre
Dans sa jeunesse précoce, il écrit des romans dans le style « gothique » avec des personnages démoniaques consacrant leur vie à une seule idée, celle d’une « vengeance terrible ». Tout plongeait dans une ambiance « frénétique » modelée sur le romantisme français. Le contact avec Mickiewicz à Genève lui fait comprendre que ce n’est pas l’horreur qui assure le sublime, mais « la pensée ». 
Le conflit idéologique avec son père provoque chez lui un repli maladif sur lui-même. Dès lors, Krasiński mène une existence effacée, résidant à l'étranger, renonçant à signer de son nom une œuvre qui fut celle du « poète anonyme de la Pologne ». Cette expérience et ces tourments, dont témoigne sa correspondance et en particulier celle échangée avec son ami anglais Henry Reeve, inspirent une part importante de son œuvre ; les contradictions du poète, les inquiétudes de l'historien devant le monde présent, les souffrances du patriote sont la matière des deux drames publiés à Paris en 1834 et 1836 : Nie-Boska Komedia (La Comédie non divine) et Irydion.

### Comédie non divine
Nieboska komedia (La Comédie non divine) dont le titre fait évidemment référence à l'œuvre de Dante, est publiée anonymement dans l’édition parisienne Pinard sous la forme d’un livret en polonais. Le jeune Krasiński choisit de la laisser circuler sans signature pour ne pas nuire à son père, un général napoléonien devenu vassal servile du tsar. Krasiński avait à peine vingt et un ans lorsqu'il rédige ce drame poétique qui fait partie aujourd'hui des grands classiques du romantisme polonais. Le drame prend pour point d’appui le destin d’un homme, le Comte Henryk, un aristocrate qui cherche dans la lutte pour le maintien de l’ordre ancien un idéal et une rédemption qui le sauveraient de la déliquescence de sa famille et de sa classe. À partir de ce personnage central, représentation tragique d’une conscience torturée par la lutte entre ses utopies et sa soif de puissance, le texte embrasse avec une force d’évocation poétique les grands mouvements d’une foule en quête de pain et de liberté, les techniques de propagande de ceux qui la dirigent et la manipulent, ainsi que le dévoiement de l’art et de la religion dans cette tempête qui précipite les âmes et les corps dans une dangereuse logique de destruction. Le Comte Henryk, déçu par la vie tranquille de l’establishment, abandonne son foyer… rendant sa femme à demi folle par sa recherche obsessionnelle de l’absolu. Choisissant l’engagement politique, il tente en vain de devenir un autre homme. L’opposition entre ses espoirs et la réalité l’amèneront alors peu à peu au suicide...

### Irydion
Irydion est une drame philosophique et symbolique. Irydion est la personnification historique de l'impuissance du patriotisme quand il ne s'appuie que sur l'esprit de négation et de haine. 

## Traductions
- Nieboska komedia (La comédie non divine) , Traduit du polonais par Paul Cazin
- Irydion
- Przedświt (Naissance de l'aube) Traduction de Constantin Gaszynski revue par Ladislas Mickiewicz, Paris, 1869
- Psalmy przyszłości (Psaumes de l'avenir)

## Iconographie
Il fut peint enfant par Henri-François Riesener.